# 노바라 전투 (1513년)
노바라 전투(Battaglia di Novara)는 1513년 6월 6일 북부 이탈리아의 노바라 인근에서 일어난 캉브레 동맹 전쟁의 전투이다.

## 배경
프랑스는 1년전 라벤나에서 승리를 거뒀다. 그럼에도 루이 12세가 이끄는 프랑스군은 다음 달 신성동맹군에 의해 밀라노에서 밀려났다.
밀라노에서 프랑스군이 사라지자, 스위스 용병들은 1512년 12월 29일에 막시밀리아노 스포르차를 밀라노 공작으로 세웠다.
1513년 6월, 루이 2세 드 라 트레무아유 휘하의 20,000명 이상의 프랑스군이 스위스 용병들이 지키고 있는 노바라를 포위하였다.

## 전투
1513년 6월에 밀라노 공국 서부 지역의 대부분이 프랑스에게 점령됐다. 밤이 되기전 노바라로 진격한 프랑스군은 12,000명 가량의 스위스 지원군들에게 새벽에 기습을 당하였다. 스위스인들처럼 파이크로 무장한 독일의 란츠크네히트들은 두꺼운 진형을 구축할 수 있었고 스위스의 공격에 강하게 저항한 한편 프랑스군은 대포 일부를 배치 할 수 있었다. 이럼에도 불구하고 스위스의 공격은 여러 방향으로 프랑스군들을 몰아내며 프랑스의 야영지에서 대포를 획득했고, 란츠크네히트 지원 부대를 밀어내며, 란츠크네히트의 진영을 붕괴시켜냈다. 프랑스 중기병들은 적절하게 사용되지 못하며, 스위스 용병들에게 보급품을 내주고 떠났다.

## 여파
이 전투에서는 많은 사상자가 발생했는데 최소 5,000명에 프랑스 군이 사망하였고, 프랑스 군의 대포공격으로 인하여 1,500명 정도의 스위스군 사상자가 발생하였다.  추가적으로 전투가 끝난 후, 스위스인들은 프랑스를 위해 싸운 독일인 란츠크네히트 용병 수백명을 처형하였다. 스위스는 프랑스의 대포 22문을 노획했다. 퇴각하는 프랑스군을 스위스 용병대가 디종까지 주격했으며, 프랑스 군이 돈을 주어 그들을 돌려보냈다. 프랑스군의 패배로 루이 12세는 밀라노와 이탈리아에서 철수했다.

## 참고
1. ↑  [7]:700명이 중포병의 포격을 맞고 3분 만에 전사했다.

## 참고 문헌
- Mallett, Michael; Shaw, Christine (2012). 《The Italian Wars, 1494-1559》. Pearson Education Limited.
- Nolan, Cathal J., 편집. (2006). 〈Battle of Novara〉. 《The Age of Wars of Religion, 1000-1650: An Encyclopedia of Global Warfare and Civilization》. Vol. 2. Greenwood Press.
- O'Connell, Robert L. (1989). 《Of Arms and Men: A History of War, Weapons, and Aggression》. Oxford University Press.
- Taylor, Frederick Lewis (1921). 《The Art of War in Italy 1494-1529》. Cambridge University Press.
- Tucker, Spencer C., 편집. (2010). 《A Global Chronology of Conflict: From the Ancient World to the Modern Middle East》. Vol. II. ABC-CLIO.